# 한규설
한규설(韓圭卨, 1856년 2월 29일 ~ 1930년 9월 22일)은 조선 사복시 장위사 등을 거쳐 대한제국 의정부 참정대신 겸 대리집정공 직책을 지낸 구한말 시대의 무관 겸 정치가이다.
호는 강석(江石), 자는 순우(舜佑)이며 본관은 청주이다.
1880년에 음서로써 문관 하급 관료 직에 천거되어 1884년에 무과 급제한 이후 사복시 장위사 시절 동료 사복시 주부 이기동, 홍문관 부수찬 이도재, 성균관 예하 강독관 신태유, 어윤적, 이병무, 이재극 등과 함께 갑신정변 진압 관련 작전에 참여하였다. 갑신정변 진압군 간부였던 한규직은 그의 친형이다.

## 생애
1880년 음서 천거 후 1884년에 무과 급제하였다. 1883년에는 전라좌도 수군절제사에, 1884년에는 경상우도 병마절제사에 임용되었다. 1885년에는 우변포도대장에 임명되었다. 다음해에는 친군 우영사, 친군 좌영사를 지냈다. 한규설은 연무공원 생도들의 교육을 위해 신식 장총을 수입하고 싶어, 조선 주재 프랑스 의원 콜랭 드 플랑시에게 편지를 보냈다. 1892년 한성 포도청 우변관아 포도대장을 지내고, 1896년 의정부 찬성, 중추원 1등 임관, 법부대신 등을 지냈다.
이후 독립협회가 결성되자, 한규설은 호의적인 태도를 보였다. 그러나 독립협회가 해산되자, 한규설은 사직상소를 올리고, 본직에서 해임되었다. 1899년 궁내부 특진관으로 임용되였다. 그 후 1905년 8월에는 의정부 참정에 제수되어 같은 해 의정부 참정으로 내각을 조직하였다. 1905년 11월 8일, 부장에 임용되었다. 그 해 일본의 전권대사인 이토 히로부미가 조선의 여러 대신들에게 을사늑약 체결에 대해 의견을 물었을 때, 이에 끝까지 반대하였다. 하지만, 배석된 곳에서 벗어났다는 이유로 의원면직 당했다고 한다. 윤치호는 끝까지 반대한 한규설을 칭찬하였다.
1906년에는 중추원 의장에 임명되었다. 이후 다음해에는 궁내부 특진관이 되었다. 이어 경술국치 때 일본 정부에 의해서 남작 작위가 수여되었으나 끝내 거절하였다. 이후 칩거 생활을 하다가 1920년 이상재 등과 함께 조선교육회를 창립하였으며, 1920년대 초에는 민립대학 설립운동에 참여하여 이상재, 윤치소 등과 민립대학 설립운동 발기인의 한사람이 되었다. 그 뒤, 민립대학기성회로 발전시켰다.

### 이봉의 가문과의 관계
한규설의 가문과 이봉의의 가문은 대대로 친분관계를 쌓고, 가까이 지내다가 한일합방 이후 작위를 받는 문제를 놓고 원수가 된다. 이봉의 집안과 당대 한성부의 양반집에 대한 내력을 알던 신익희는 후일 이를 증언하였다.
"포,훈,영(어영),금 등 각청 대장을 역임하고 승지 판돈녕에 군호까지 받았을테니까 일본이 한국을 강제로 합병한 뒤에는 논공행상을 하는 마당에 이봉의는 당연직 해당자 가 된 셈이다.
일본 총독이 수작(受爵) 승인서를 내밀고 도장 찍기를 강요하니까 그 아들 이직각(李直閣, 이봉의의 아들 이기원은 규장각 직각이었다.)이 한규설을 찾아가서 어찌하면 좋을까 하고 문의하였다.
그 아버지 이봉의가 우포장(右捕將)으로 있을 때 한규설은 좌포장(右捕將)으로 있었을 뿐만 아니라 두 분 사이는 막역한 친분이 있었다. 그런 까닭에 찾아가 만나게 되면 '제 엄친께서는 환후중에 계시고 제가 이 일(일본이 작위 주는 일)을 판단해야 하겠는데, 어찌해야 할 지 판단이 잘 서지 않아서 이렇게 와 뵙고 어떻게 해야 옳을지 여쭙는 터이오니 하교해 주십시오'라고 이야기했다. 그러니까 을사 5조약 늑체 때 끝까지 반대했던 참정대신 한규설이 서슴지 않고 '받으라는 것 받게 그려'하였다. 그래서 마음에 내키지 않는 것을 존장 어른의 말씀도 있고 하여 마지 못해 도장 찍고 작을 받았다. 그런데 나중에 나온 발표를 보니까 그분 한규설씨는 수작을 끝내 거부하였다. 그래서 두 집 사이에 그로부터 척지고 원한을 품은 채 반목하는 사이가 되었다.
한규설의 가문과 이봉의의 가문은 대대로 친분관계를 쌓고, 가까이 지냈지만 이 일로 훗날 이봉의 후손들은 절교를 선언하고, 이봉의 집안과 원수가 된다.

## 사후
《한규설 선생 묘》는 경기도 고양시 덕양구 원흥동에 있다. 1986년 6월 16일 고양시의 향토유적 제25호로 지정되었다.

## 가족
- 아버지 : 한승렬(韓承烈)
  - 형 : 한규직(韓圭稷)
    - 장남 : 한양호(韓亮鎬, 현 서울여자상업고등학교 설립자)
    - 자부 : 연일 정씨
      - 손자 : 한학수(韓學수 문양학사 이사장)

    - 장녀 : 안동 권씨, 권영덕에게 출가
    - 차녀 : 풍양 조씨, 조만구에게 출가
    - 3녀 : 청송 심씨, 심규섭(참정대신 심상훈의 아들)에게 출가 
      - 외손녀 : 심재순(沈載谆)
      - 외손녀사위 : 유치진(서울예술대학교 설립자)

## 같이 보기
- 민영환
- 심상훈
- 이상설
- 이상재
- 이승만
- 을사조약
- 한일합방
- 이봉의
- 신익희

## 기타

### 한규설을 연기한 배우
- 이대로 - (왕조의 세월) KBS 드라마
- 김봉근 (배우) - (역사저널 그날) KBS 다큐멘터리